# Bibelverse an Fachwerkhäusern

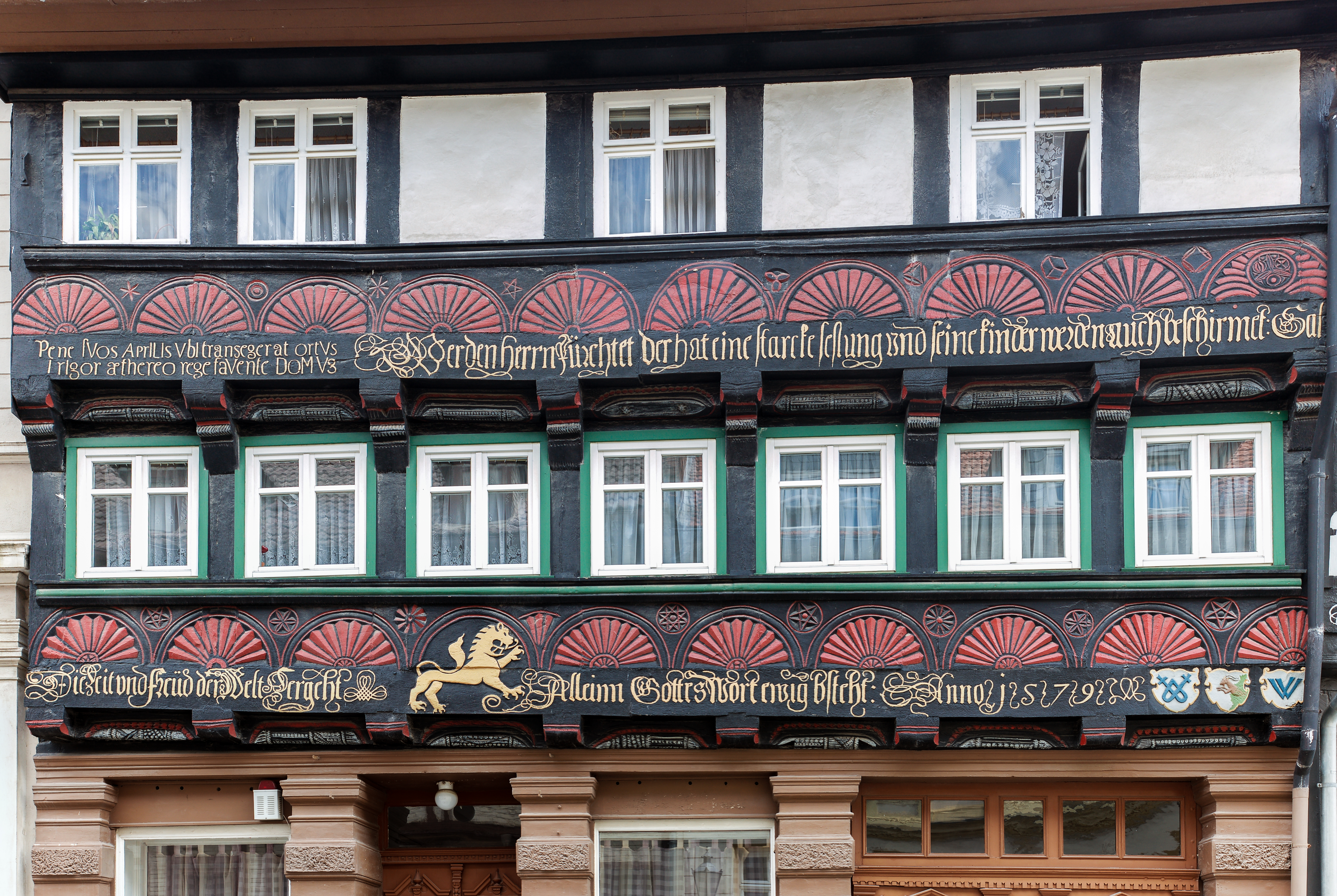
an einem Haus in Osterwieck, datiert 1579.

Bibelverse an Fachwerkhäusern gehören zur Gruppe der Haussprüche und sind eine Form des Fassadenschmucks durch dekorative Schrift.

## Regionale Verteilung
Die meisten Häuser mit Bibelversen wurden in der Renaissance- und Barockzeit gebaut. Sie finden sich schwerpunktmäßig in Norddeutschland, weil der dort im Fachwerkbau übliche breite Schwellbalken geeignet war, mit längeren Texten gefüllt zu werden. Die städtischen Fachwerkhäuser kamen im 18. Jahrhundert unter Putz, so dass Bibelinschriften des 18. und 19. Jahrhunderts in der Regel aus dem ländlichen Raum stammen.
Ein zweiter regionaler Schwerpunkt von Bibeltexten auf hölzernen Inschriftenträgern ist der Schweizer Kanton Bern. Die dortigen Bauern, reformierter Konfession, waren im 18. Jahrhundert zu Wohlstand gekommen und pflegten eine „Wort-Frömmigkeit, Wort-Mystik und Spruch-Weisheit“, die dazu führte, dass vor allem Psalmverse an den Bauernhäusern angebracht wurden. Die Häuser sind allerdings nicht in Fachwerk-, sondern in Blockbauweise errichtet.
Außerhalb des deutschen Sprachraums fand August Andrae Anfang des 20. Jahrhunderts Bibelinschriften in Dänemark (dänisch, niederdeutsch und lateinisch), die er hinsichtlich ihrer Ausführung und der bevorzugten Verse mit den Inschriften in Goslar und Hannover verglich.

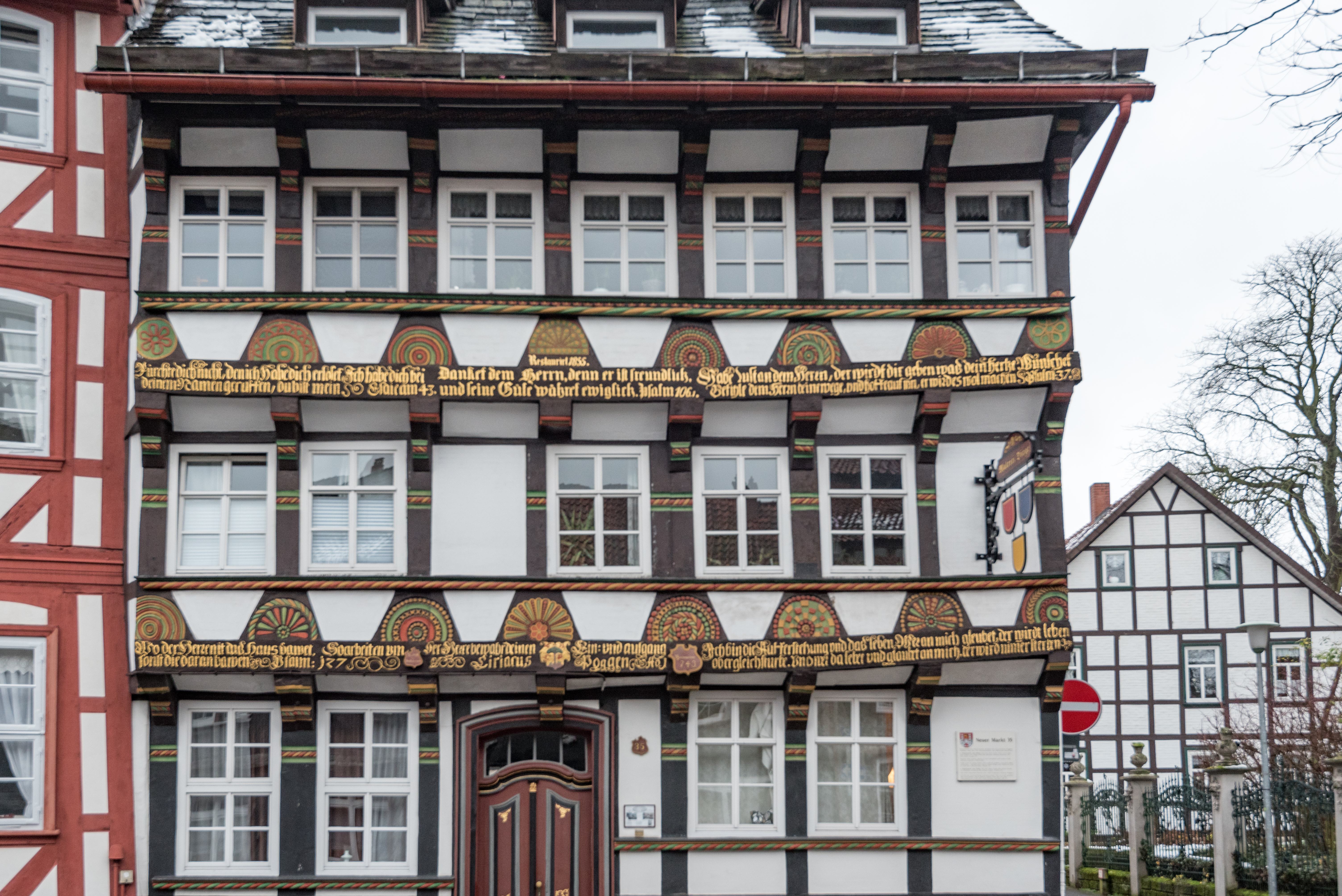
Einbeck, Neuer Markt 35, datiert 1611: Ps 127,1; Ps 121,8; Joh 11,25; Jes 43,1; Ps 106,1; Ps 37,4-5

## Gestaltung
„Durch ihre Gestaltung können die Inschriften einen hohen dekorativen Rang erhalten, vor allem durch ihre friesartige Anbringung auf der Schwelle, aber auch durch die im Barock besonders beliebt werdenden Schnörkel und Schleifen, die Anfang und Ende einer Inschrift besonders betonen.“ Eine seltene Variante stellt die Kombination des Bibeltextes mit illustrierenden Bildzeichen dar (Armbrust, Pfeile, Herz, Säge), wie sie in Osterwieck (Mittelstr. 20 und 26) zu sehen sind.

## Auswahl der Texte
Der kurze Psalm 127 nimmt eine Sonderstellung ein, weil es sich um einen Haussegen handelt. Er wurde sehr oft zitiert, manchmal in voller Länge. Ebenfalls sehr häufig sind Verse aus dem weisheitlichen Psalm 37 zu finden. Außer aus dem Buch der Psalmen wurden die Hausinschriften gern aus dem Buch der Sprichwörter und Jesus Sirach gewählt. Aus dem Neuen Testament wurden Verse entnommen, die als Kernstellen bekannt waren, wie Joh 3,16  oder Röm 8,31 .

## Sprachen

### Deutsch und Lateinisch
Auch im niederdeutschen Sprachraum wurden Verse oft in der frühneuhochdeutschen Fassung von Luthers Bibel zitiert. Daneben blieb aber die Vulgata in Geltung.

### Hebräisch
In der Stadt Hildesheim gab es neben deutschen und lateinischen Bibelinschriften auch ein Haus (Judenstr. 13) mit dem hebräischen Text von Ps 127,1 .
Eine hebräische Inschrift, datiert 1811, wurde beim Abbruch eines Hauses in Großenmarpe auf einem hölzernen Torbogen entdeckt; sie beginnt mit einem Zitat aus Dtn 28,6 . Der gleiche hebräische Bibelvers ברוך אתה בבאך  וברוך אתה בצאתך befindet sich auf einem Torbogen mit hebräisch-deutscher Inschrift, datiert 1758, in Schrötmar, Schloßstr. 19.

### Französisch

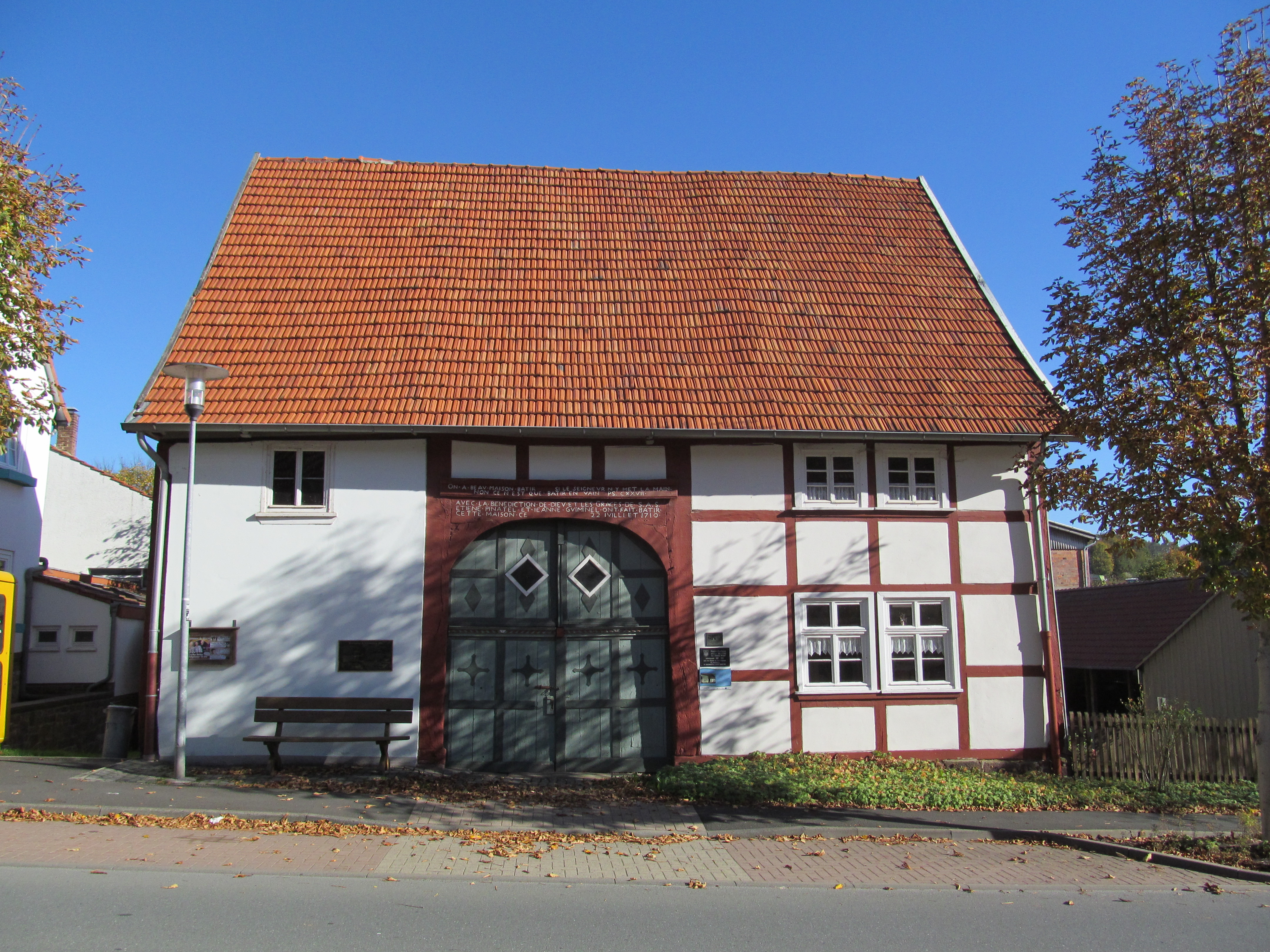
Schöneberg, Bremer Str. 19

In nordhessischen Hugenottendörfern waren es einheimische Zimmerleute, die Anfang des 18. Jahrhunderts die regional üblichen Fachwerkhäuser aufschlugen (die Hugenotten waren aus ihren Herkunftsorten den Steinbau gewöhnt). Die Anbringung von Inschriften entsprach den Wünschen der Refugiés; diese griffen, ihrer Frömmigkeit entsprechend, auf alttestamentliche Bibelverse zurück, teilweise in französischer Sprache. Die Inschriften zeigen keine besondere Färbung durch das Okzitanische, wohl aber eine abnehmende Beherrschung der französischen Orthographie.
Beispiele:
| Ort        | Straße        | Text                | Wortlaut der Inschrift | Sprache                                                    | Datum | Bemerkungen         |
| ---------- | ------------- | ------------------- | --- | ---------------------------------------------------------- | ----- | ------------------- |
| Schöneberg | Bremerstr. 19 | Ps 127,1            | ON A BEAU MAISON BATIR SI LE SEIGNEUR N’Y MET LE MAIN: NON CE N’EST QUE BATIR EN VAIN                                                 | Französisch; abweichend vom Wortlaut der Bibel von Olivier | 1710  | Gereimte Paraphrase |
| Hombressen | Waldstr. 6    | Ps 127,1 , Mt 24,42 | MEISON BATIR SI LE SEIGNEUR NI MET SA MEIN CELA MET QUIE BATIR AN VEIN VEILLONS DONC CAR NOUS NE SAVONS PAS QUANT LE SEIGNEUR VIENDRA | Französisch; zahlreiche orthographische Auffälligkeiten    | 1721  |                     |

## Zeitgeschichtliche Hintergründe
Die Städte des Nordharzraumes, die sich früh der Reformation zuwandten, besitzen biblische Hausinschriften in besonders großer Zahl, dabei ragen Braunschweig (vor den Kriegsverlusten), Osterwieck und Goslar heraus. Diese Bibelzitate können als Aneignung des lutherischen Reformprogramms durch die Bauherrn interpretiert werden, also als Primärquelle der Reformationsgeschichte. Im Hintergrund stand der Konflikt der Städte mit Herzog Heinrich von Braunschweig-Wolfenbüttel (siehe auch: Stadtbrand von Einbeck 1540).
Die Losung Verbum Domini manet in aeternum („Das Wort des Herrn bleibt in Ewigkeit“) war die Devise des sächsischen Kurfürsten und der protestantischen Reichsstände. Dieser Satz ist in der Bibel zweimal zu finden: 1 Petr 1,25 ; Jes 40,8 .  Das Gefolge Philipps von Hessen und Johanns von Sachsen ritt 1526 einheitlich gekleidet in Speyer ein, wobei auf den Ärmelaufschlägen die gestickten Anfangsbuchstaben VDMIAE zu lesen waren, was die Zeitgenossen beeindruckte. Sowohl die Abkürzung als auch der lateinische Satz begegnen in den ersten Reformationsjahren oft auf Häusern und stellen eine entsprechende Positionierung des Bauherrn dar. Beispiele: Osterwieck, Schulzenstr. 8 (1534) und Kapellenstr. 1 (1537, hier identifiziert als Zitat aus Jes 40), Hann. Münden, Lange Str. 85–87 (1540, auf Deutsch); Einbeck, Tiedexer Str. 20/20a (1556).
Zwei Häuser in Braunschweig, Hinter Brüdern 5/6 (Kriegsverlust) und Fallersleberstr. 15 (Kriegsverlust, Balken mit Inschrift im Städtischen Museum), wurden 1531 kurz nach Einführung der Reformation in der Stadt erbaut; hier „wurden wohl mit Bedacht ausführliche Zitate aus der Lutherbibel als Inschriften ausgewählt.“

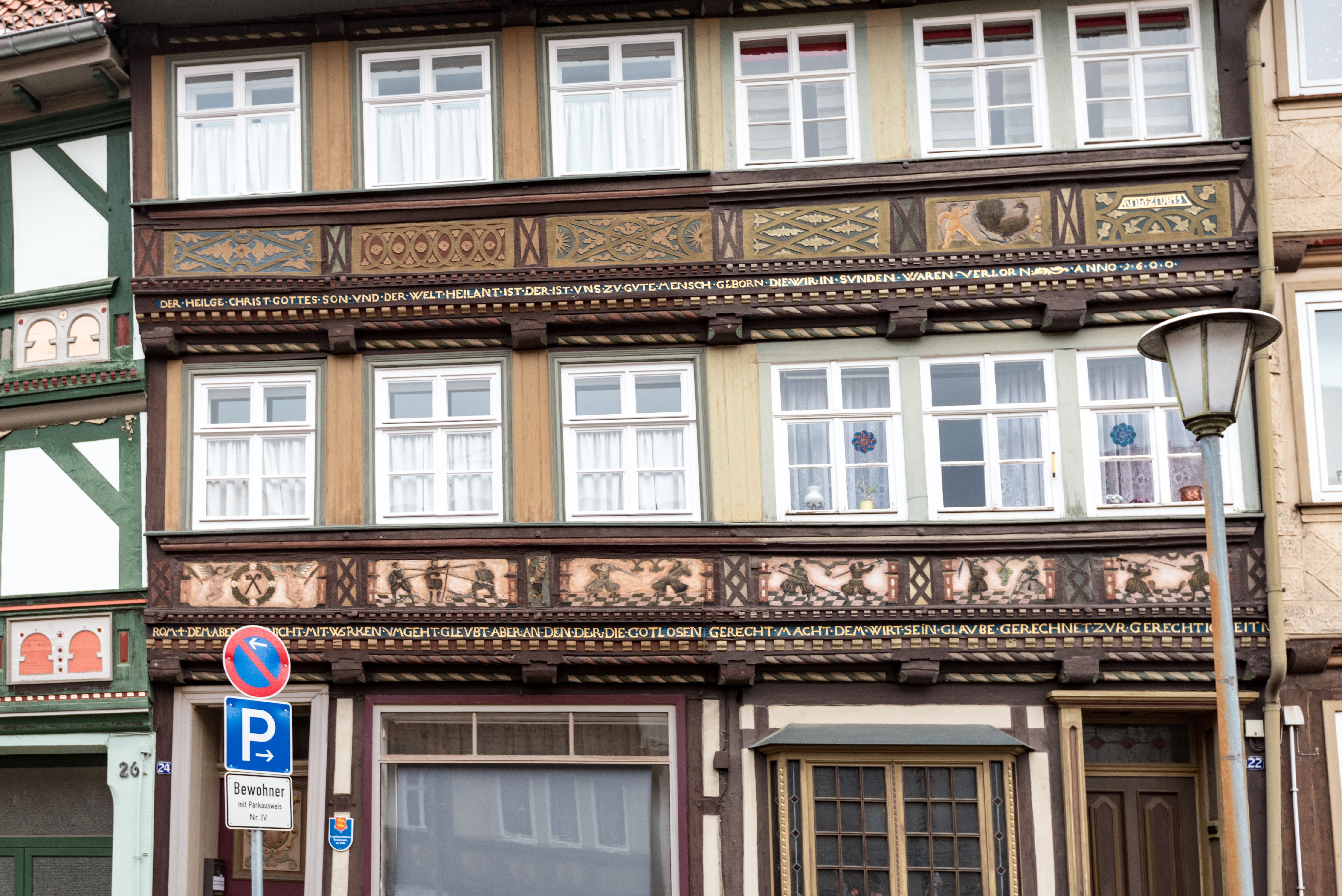
Duderstadt, Westertorstr. 22

In Duderstadt war die Reformation 1559 eingeführt worden, aber in den 1570er Jahren setzte dort die vom Jesuitenorden getragene Gegenreformation ein. Dies führte einige Hausbesitzer dazu, lutherische Statements auf den Fassaden ihrer Häuser anbringen zu lassen. Am deutlichsten ist die Inschrift am Haus Westertorstr. 22/24: DER HEILGE CHRIST GOTTES SON VND DER WELT HEILANT IST DER IST VNS ZV GVTE MENSCH GEBORN DIE WIR IN SVNDEN WAREN VERLORN ANNO 1600 // ROM 4 DEM ABER DER NICHT MIT WERKEN VMGEHT GLEVBT ABER AN DEN DER DIE GOTLOSEN GERECHT MACHT DEM WIRT SEIN GLAVBE GERECHNET ZVR GERECHTIGKEIT NB. „Als Hausinschrift ist diese Bibelstelle eher ungewöhnlich und deutet ... auf einen dezidiert protestantischen Erbauer hin, bei dem man einen gehobenen Bildungsstand voraussetzen kann. Durch den Platz am ersten Obergeschoß wird die Inschrift ... besonders in den Blick des Betrachters gerückt.“
Ein traumatisches Ereignis wie der Stadtbrand von Osnabrück (1613) wurde in den Hausinschriften thematisiert und führte auch zur Wahl von Bibelstellen wie Jes 54,8  oder Hi 1,21 , die als passend für die Bewältigung von Unglücksfällen empfunden wurden.

## Rezeption
Da Bibelinschriften eine Form sind, in der die Bibel im öffentlichen Raum präsent ist, können sie zum Thema einer Predigt oder Predigtreihe werden. Im Zusammenhang mit dem Reformationsjubiläum gab es in einigen Städten Themenführungen, bei denen die historischen Bibelinschriften erläutert wurden.